# Pia Gustafsson
Pia Gustafsson (14 novembre 1957) è un'ex sciatrice alpina svedese.

## Biografia
Specialista delle prove tecniche originaria di Gällivare, ai Campionati svedesi la Gustafsson vinse la medaglia d'oro nello slalom gigante nel 1974 e nello slalom speciale nel 1976, nel 1977 e nel 1979; ai Mondiali di Garmisch-Partenkrichen 1978 si classificò 15ª nello slalom speciale. Non prese parte a rassegne olimpiche né ottenne piazzamenti in Coppa del Mondo.

## Palmarès

### Campionati svedesi
- 4 ori (slalom gigante nel 1974; slalom speciale nel 1976; slalom speciale nel 1977; slalom speciale nel 1979)[1]